# Chiesa dei Santi Pietro e Paolo (Brentonico)
La chiesa dei Santi Pietro e Paolo è la parrocchiale di Brentonico, in provincia ed arcidiocesi di Trento; fa parte della zona pastorale della Vallagarina.

## Storia

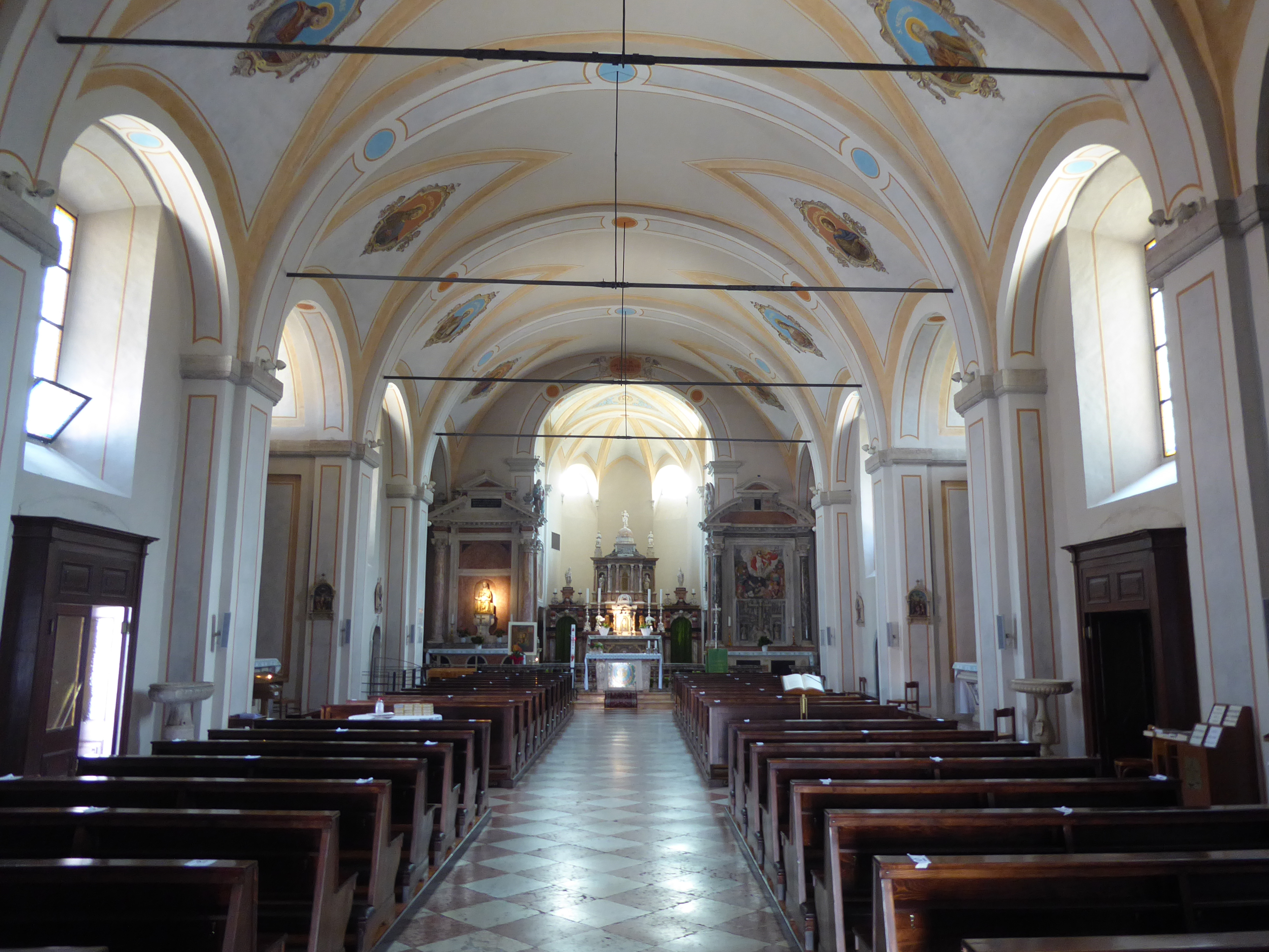
Interno della chiesa

In base ai reperti archeologici ritrovati, si può supporre che a Brentonico esistesse una chiesa già intorno all'VIII secolo; tuttavia, la prima citazione che ne attesta la presenza è da ricercarsi in un documento datato 1145, la bolla pontificia Piae Postulatio Voluntatis in cui si dice che la pieve di Brentonico era compresa nella diocesi di Verona. L'edificio venne completato rifatto nel XIII secolo e, nel 1525, in seguito all'attuazione della riforma diocesana voluta dal vescovo Gian Matteo Giberti, divenne sede di una forania. Nel 1570 si decise di riedificare la chiesa e il progetto, che sarà approvato appena nel 1583, fu affidato a Zuan Isepo Rivera. La prima pietra dell'attuale parrocchiale venne posta nel 1584; i lavori di costruzione terminarono nel 1593 e la consacrazione fu impartita il 31 agosto 1595 dal vescovo ausiliare di Verona Alberto Valier. Nel XVII secolo avvenne un fatto di sangue all'interno della chiesa, che dovette essere riconsacrata nel 1684 dal vescovo Sebastiano Pisani. Nel 1786 la parrocchiale fu ceduta dalla diocesi di Verona in favore di quella di Trento e, nel 1873, il pavimento venne completamente rifatto. L'edificio subì alcuni danni durante la prima guerra mondiale e, pertanto, venne ristrutturato nel dopoguerra. Nel 1968 la cripta fu oggetto di un importante ripristino. Infine, la chiesa venne restaurata a più riprese tra la fine del XX e l'inizio del XXI secolo.